# Psy 4 de la Rime
Psy 4 de la Rime – francuska grupa hip-hopowa pochodząca z Marsylii.
Zespół założony został w 1995 pod nazwą KDB (Kid Dog Black). W jej skład wchodzą pochodzący z Komorów MC: Soprano (Saïd M'Roubaba), Segnor Alonzo (Kassim Djae), Don Vincenzo (Illiassa Issilame) oraz DJ pochodzenia marokańskiego Sya Styles (Rachid Aït Baar). Debiutowali u boku takich zespołów jak Sages Poètes de la Rue czy Fonky Family. Przed 1998 ich kawałki znalazły się na soundtrackach do filmów Zonzon oraz Comme un aimant. 2001 rok to kawałki na składance Sad Hill Impact wydanej przez Kheopsa, DJ-a legendarnej grupy IAM.
Ich debiut płytowy nastąpił w 2002. Ich pierwszy krążek nazywał się Block Party. Znajdowały się na nim takie kawałki jak Le Son des Bandits, Block Party, La Vengeance aux Deux Visages czy Sale Bête. Został on nagrodzony złotą płytą.
Enfants de la lune, drugie LP wyszło w założonej przez Soprano wytwórni Street Skillz w 2005. Na krążku gościnnie pojawiła się m.in. Ana Torroja z hiszpańskiej grupy Mecano w kawałku Enfants de la lune, natomiast kawałek Au Front został nagrany na samplu z filmu Avalon Kenji Kawai. Płyta również uzyskała status złotej. 
26 maja 2008 wyszedł trzeci album grupy "Cités d'Or". 

## Dyskografia
- 2002 Block Party
- 2005 Enfants De La Lune
- 2008 Les Cités D'Or